# Siriella lingvura
Siriella lingvura är en kräftdjursart som beskrevs av Ii 1964. Siriella lingvura ingår i släktet Siriella och familjen Mysidae. Inga underarter finns listade i Catalogue of Life.